# Et puis ça sert à quoi/Les oiseaux reviennent
Et puis ça sert à quoi/Les oiseaux reviennent è il 116° singolo di Mina, pubblicato a fine 1974 su 45 giri dall'etichetta privata dell'artista PDU e distribuito dalla EMI Italiana.

## Descrizione
Contiene le versioni in lingua francese delle canzoni E poi... e Non tornare più, è stato stampato con diverse copertine dalla PDU per il mercato italiano e dalla Pathé Marconi per quello francese (Pathé C008 95104).
I brani originali in italiano sono reperibili nel singolo che anticipa l'album Frutta e verdura, entrambi del 1973. In francese saranno successivamente disponibili separatamente nella raccolte dedicate al mercato transalpino Mina (1976, Et puis ça sert à quoi) e Quand ma voix te touche (1998, Les oiseaux reviennent) e insieme rimasterizzati nel CD internazionale Je suis Mina del 2011.
Di Et puis ça sert à quoi esiste un video girato sul set di Milleluci (programma televisivo) in cui Mina canta vestita in smoking.
I testi in lingua francese sono di Pierre Delanoë.

## Tracce
Lato A
1. Et puis ça sert à quoi (E poi...) – 4:21 (testo: Pierre Delanoë – musica: Shel Shapiro; edizioni musicali PDU/Shesha)

Lato B
1. Les oiseaux reviennent (Non tornare più) – 4:40 (testo: Pierre Delanoë – musica: Dario Baldan Bembo; edizioni musicali PDU/Come il vento)